# 리치먼드힐역 (온타리오주)
리치먼드힐역(Richmond Hill Station)은 캐나다 온타리오주 리치먼드힐에 위치한 GO 트랜싯의 통근열차 노선인 리치먼드힐선의 정차역이다. 1978년 개통 당시부터 리치먼드힐선의 종착역을 맡았던 이 역은 2016년 12월 5일에 곰리역까지 노선이 연장되면서 종착역 기능을 넘겨주게 되었다.

## 위치
리치먼드힐역은 캐나다 내셔널 철도가 소유하는 밸라선 21 마일 (34 km) 지점에 위치해있으며, 북쪽으로는 곰리역, 남쪽으로는 랭스태프역이 위치해있다. 전역인 랭스태프역에서 리치먼드힐까지는 밸라선이 북쪽 내지는 북동쪽으로 향하며, 사우스힐 쇼핑센터와 같이 새로 지어진 쇼핑몰이나 인근 주거 지역을 지난다. 리치먼드힐역은 토론토 대학교의 던랩 관측소와 메이저매켄지 로드 이후에 위치해있다. 리치먼드힐역 북쪽으로는 엘긴밀스 로드 북쪽에 있는 타운하우스와 공장들을 지나간다. 밸라선은 북동쪽으로 계속 이어져 베이뷰 애비뉴를 건넌다. 농지와 그린벨트 지역, 저밀도 주택가를 지나다보면 레슬리 스트리트 건널목을 건너는데, 다음 역인 곰리역이 이곳에 위치해있다.

## 역사
리치먼드힐역은 1906년에 제임스만 철도 (James Bay Railway)가 서드베리와 패리사운드에서 토론토를 잇는 철도를 지으면서 개통하였다. 제임스만 철도는 캐나다 노던 철도 (Canadian Northern Railway)의 일부였는데, 캐나다 프레리 지역에 주로 지어졌던 철도 노선과는 별도로 지어졌다. 제임스만 철도는 이후 1906년 6월에 캐나다 온타리오주 북부 철도 (Canadian Northern Ontario Railway)로 이름을 바꾸었고, 리치먼드힐역에는 같은 해 11월에 처음으로 열차가 정차하였다. 리치먼드힐역 건물은 대합실, 수하물 취급소와 탁 트인 내닫이창으로 선로를 바라볼 수 있는 역무실로 이루어졌다. 1915년에는 캐나다 노던 철도가 루엘에서 포트아서까지 869km 구간을 완공하면서 캐나다 서부까지 운행하는 열차가 리치먼드힐에도 정차하였다.
캐나다 노던 철도는 그렇게 오래 가지 못했다. 회사 재정난의 영향으로 캐나다 노던 철도는 1918년에 공기업인 캐나다 내셔널 철도에 인수되었다. 또한 1922년에 12번 고속도로가 개통하고 20세기 중반에는 자가용이 성행하면서 리치먼드힐역의 승객은 감소하였다. 리치먼드힐은 토론토의 위성 도시였기 때문에 별다른 영향은 없었고 1945년에는 역에 하루 5대의 열차가 정차하였다. 1952년에는 400번 고속도로가 개통하면서 토론토 이북의 승객 수가 급격히 줄어들었고, 이에 따라 1960년에 리치먼드힐역의 CN 여객 취급이 중단되었다. 하지만 이 역에는 온타리오 노스랜드 열차가 여전히 하루 2회 정차하였다. 리치먼드힐의 모든 여객 취급이 중단된 건 1968년으로, 역 건물은 철거 위기에 몰렸다가 1979년에 기존 역에서 3km 떨어진 리치먼드힐 축구 클럽으로 이전되어 클럽 건물로 사용하고 있다.
온타리오 주정부는 1969년에 리치먼드힐에 통근열차 운행을 재개할 계획이라고 밝혔지만 이듬해인 1970년, 계획은 버스 노선으로 바뀌었다. 8년 뒤인 1978년 5월 1일, GO 트랜싯은 리치먼드힐선 운행을 시작하였고 센터 스트리트 맞은 편에 새로운 역 건물을 지어 운영하고 있다.

## 시설
리치먼드힐역은 직원이 상주하는 유인역으로, 매표소는 평일 오전 5시 40분부터 오전 8시 20분까지 개장하며, 나머지 시간대에는 무인으로 운영한다. 매표소에서는 프레스토 카드를 연령층에 맞춰서 설정하거나 기본 출발 및 도착역을 설정하여 하차태그를 하지 않아도 자동으로 정산할 수 있도록 할 수 있다. 이 외에도 통근열차 티켓 구매나 카드 충전은 역에 있는 자동판매기에서 할 수 있다. 프레스토 카드가 없는 경우에는 신용카드나 체크카드를 단말기에 태그해 요금을 정산할 수도 있고, 스마트폰에서 GO 트랜싯 홈페이지에 들어가 이티켓 (e-ticket)을 구매할 수도 있다.
역 내부에는 대합실, 화장실, 와이파이, 공중전화가 있으며, 역 승강장에는 눈이나 비를 피할 수 있는 쉼터가 있고, 겨울에는 난방도 된다. 역 건물과 승강장, 열차 내부는 휠체어 승객도 이용할 수 있으며, 휠체어 승객은 승강장 중앙에 있는 휠체어 경사로를 이용해 열차에 오르내릴 수 있다. 환승 주차장은 두 곳이 있는데, 뉴커크 로드 서쪽에 있는 주차장에는 727대의 주차 공간이 있고, 동쪽에 있는 주차장에는 1,277대의 주차 공간이 있다. 두 주차장 모두 최대 48시간까지 무료 주차가 가능하다. 이 역을 자주 이용하는 승객은 전용 주차 공간을 예약할 수도 있고, 카풀해서 오는 승객을 위한 전용 주차 공간도 있다. 또한 이 역으로 마중 나오는 차량을 위한 대기 공간도 마련되어 있다.
역으로 자전거를 타고 오는 승객들을 위해 자전거 거치대가 마련되어 있다. GO 트랜싯과 요크 지역 교통 버스는 뉴커크 로드 서쪽에 있는 버스 승강장에서 이용할 수 있다.

## 운행 계통
2023년 6월 24일 기준 리치먼드힐역에는 평일 출근 시간대에 유니언 방면으로 통근열차가 3대, 퇴근 시간대에 블루밍턴 방면으로 4대 정차한다. 평일 오전 5시 10분부터 오후 2시 20분까지 나머지 시간대에 유니언역으로 향하는 버스가 운행하며, 반대로 블루밍턴 방향으로 평일 오전 10시 13분부터 다음 날 새벽 3시 15분까지 운행한다.

## 버스 연결편
리치먼드힐역에서 갈아탈 수 있는 버스는 아래와 같다. GO 트랜싯 통근열차 또는 광역버스에서 YRT 시내버스로 갈아탈 경우 무료 환승이 가능하다.

### GO 트랜싯
| 노선 | 노선       | 노선          | 종점         | 종점 | 종점                 | 경유지                                                                                  | 기준일          | 비고 |
| ---- | ---------- | ------------- | ------------ | ---- | -------------------- | --------------------------------------------------------------------------------------- | --------------- | ---- |
| 61   | 리치먼드힐 | Richmond Hill | 블루밍턴역   | ↔    | 유니언역 버스 터미널 | - 토론토 방면: 랭스태프역 · 유니언역 버스 터미널 - 리치먼드힐 방면: 곰리역 · 블루밍턴역 | 2023년 6월 24일 |      |
| 61D  | 리치먼드힐 | Richmond Hill | 리치먼드힐역 | →    | 유니언역 버스 터미널 | 랭스태프역 · 유니언역 버스 터미널                                                       | 2023년 6월 24일 |      |

### 요크 지역 교통국
| 노선 | 노선                | 노선                | 종점                     | 종점 | 종점                   | 경유지 | 비고                        |
| ---- | ------------------- | ------------------- | ------------------------ | ---- | ---------------------- | --- | --------------------------- |
| 4    | 메이저 매켄지       | Major Mackenzie     | 본밀스 몰                | ↔    | 힐마운트 / 마크랜드    | 동쪽 리치먼드힐역 메이저 매켄지 / 베이뷰 메이저 매켄지 / 레슬리 메이저 매켄지 / 우드바인 힐마운트 / 마크랜드 서쪽 리치먼드힐역 메이저 매켄지 / 영 메이저 매켄지 / 배서스트 메이저 매켄지 / 더퍼린 메이플역 메이저 매켄지 / 킬 메이저 매켄지 / 제인 본밀스 몰                                                                | 매일 상시 운행              |
| 4A   | 메이저 매켄지       | Major Mackenzie     | 메이저 매켄지 / 우드엔드 | ↔    | 힐마운트 / 마크랜드    | 동쪽 리치먼드힐역 메이저 매켄지 / 베이뷰 메이저 매켄지 / 레슬리 메이저 매켄지 / 우드바인 힐마운트 / 마크랜드 서쪽 리치먼드힐역 메이저 매켄지 / 영 메이저 매켄지 / 배서스트 메이저 매켄지 / 더퍼린 메이플역 메이저 매켄지 / 킬 메이저 매켄지 / 제인 메이저 매켄지 / 웨스턴 메이저 매켄지 / 파인밸리 메이저 매켄지 / 우드엔드 | 매일 상시 운행              |
| 25   | 메이저 매켄지       | Major Mackenzie     | 하딩 / 애디슨            | ↔    | 마컴 스토우빌 병원     | 동쪽 리치먼드힐역 메이저 매켄지 / 베이뷰 메이저 매켄지 / 레슬리 메이저 매켄지 / 우드바인 메이저 매켄지 / 워든 메이저 매켄지 / 케네디 메이저 매켄지 / 매코원 메이저 매켄지 / 48번 도널드 쿠센스 / 9번 도널드 쿠센스 / 16번 코넬센터 / 7번 마컴 스토우빌 병원 서쪽 리치먼드힐역 메이저 매켄지 / 영 하딩 / 애디슨              | 평일 상시 운행              |
| 86   | 뉴커크 - 레드메이플 | Newkirk - Red Maple | 쉐도우폴스 / 울프트레일  | ↔    | 리치먼드힐 센터 터미널 | 남쪽 리치먼드힐역 힐크레스트 몰 리치먼드힐 센터 터미널 북쪽 리치먼드힐역 크로스비 / 베이뷰 (평일 아침 1회, 오후 1회 정차) 뉴커크 / 엘긴밀스 버나드 터미널 데본슬리 / 19번 쉐도우폴스 / 울프트레일 | 평일 출퇴근 시간대에만 정차 |

## 인접한 역
| 메트로링스 밸라선    | 메트로링스 밸라선      | 메트로링스 밸라선  |
| -------------------- | ---------------------- | ------------------ |
| 랭스태프 유니언 방면 | GO 트랜싯 리치먼드힐선 | 곰리 블루밍턴 방면 |